# Naaranki
Naaranki är en sjö i kommunen S:t Michel i landskapet Södra Savolax i Finland. Sjön ligger 101,2 meter över havet. Arean är 63 hektar och strandlinjen är 6,82 kilometer lång. Sjön  ingår i Vuoksens huvudavrinningsområde.   Den ligger nära S:t Michel och omkring 200 kilometer nordöst om Helsingfors. 
Naaranki ligger öster om Oulanki. 